# Ruth Gentry
Ruth Gentry   (Stilesville, 22 de febrer de 1862 - Indianàpolis, 18 d'octubre de 1917) va ser una matemàtica estatunidenca.

## Vida i Obra
Gentry va fer els seus estudis universitaris a la Indiana State Normal School (actual universitat d'Indiana), graduant-se el 1880. Després d'uns anys a l'ensenyament, es va matricular a la universitat de Michigan per titular-se en matemàtiques. El 1890 es va graduar i va obtenir una beca per estudiar al Bryn Mawr College en el qual dirigia el departament de matemàtiques Charlotte Angas Scott, una brillant matemàtica britànica. L'any següent, una nova beca li va permetre estudiar els dos cursos següents a Europa. Malgrat les notables dificultats que va trobar a Alemanya pel fet de ser dona (va ser rebutjada per les universitats de Heidelberg i de Berlín), va aconseguir que Lazarus Fuchs l'admetés com estudiant oient. L'any següent va estudiar a la Sorbona.
Retornada als Estats Units, a ser professora del Bryn Maur College, mentre preparava el doctorat dirigit per Charlotte Scott. El 1894 va ser nomenada professora del Vassar College, una universitat per a dones del estat de Nova York. El 1896 va obtenir el doctorat amb una tesi sobre geometria de les corbes quàrtiques. El 1902 era directora associada i cap del departament de matemàtiques d'una escola privada a Pittsburgh, però a partir de 1905 sembla haver deixat l'ensenyament definitivament, potser per causa d'alguna malaltia. De 1910 a 1911 va ser infermera voluntària i el 1914 es va retirar al seu poble natal, on va morir tres anys després.